# Benson, Arizona
Benson je grad u američkoj saveznoj državi Arizona. Prema popisu stanovništva iz 2010. u njemu je živjelo 5,105 stanovnika.

## U popularnoj kulturi
Benson, Arizona je naslov pjesme na odjavnoj špici znamenitog SF-filma Tamna zvijezda.